# Statuten van Nationale Erkentelijkheid
De Statuten van Nationale Erkentelijkheid zijn regelingen van de Belgische staat, ingesteld na de Tweede Wereldoorlog, die financiële en praktische voordelen boden aan personen die de strijd tegen de bezetter hadden gesteund. De dossiers hiervan zijn thans een belangrijke bron van informatie voor nabestaanden en onderzoekers. Er is sprake van vijf verschillende statuten, te weten 
- het statuut van Gewapend Weerstander
- het statuut van Inlichtingen- en Actieagent
- het statuut Weerstander door de Sluikpers
- het statuut Burgerlijk Weerstander
- het statuut Politiek Gevangene

## Beschrijvingen
Gewapend WeerstanderHet statuut van Gewapende Weerstander werd toegekend aan personen die actief deel uitmaakten van een van de vijftien erkende verzetsbewegingen, zoals het Geheim Leger of de Gewapende Partizanen. Individuen die als geïsoleerd verzetsstrijder opereerden, konden ook erkend worden. De bijbehorende dossiers bevatten doorgaans summiere informatie, hoewel die van de verzetsgroepen zelf vaak uitgebreider zijn.
Inlichtingen- en ActieagentHet statuut van Inlichtingen- en Actieagent werden uitgereikt aan personen die speciale opdrachten uitvoerden, belast door de Minister van Justitie of Landsverdediging. Het gold voor zowel leidinggevenden als uitvoerders. Helpers, die aanzienlijke of incidenteel belangrijke diensten leverden, vielen hier ook onder. Dossiers variëren van beknopt tot zeer gedetailleerd, afhankelijk van de betrokken inlichtingen-, ontsnappings-, propaganda- of sabotageactiviteiten.
Weerstander door de SluikpersHet statuut Weerstander door de Sluikpers was voor personen die clandestiene kranten publiceerden tijdens de Duitse bezetting, ondanks zware straffen die ervoor stonden. Bekende voorbeelden zijn La Libre Belgique en De Rode Vaan. De dossiers bevatten vaak gedetailleerde beschrijvingen van de activiteiten van de aanvrager en het netwerk waarin deze opereerde.
Burgerlijk WeerstanderHet statuut Burgerlijk Weerstander was bedoeld voor individuen die niet-gewapend verzet boden, zoals het helpen van onderduikers, het vervalsen van identiteitspapieren, of het verzorgen van rantsoenzegels. De dossiers bieden inzicht in de ondersteuning van verzetsactiviteiten zonder directe gevechtsdeelname.
Politiek GevangeneHet statuut Politiek Gevangene werd verleend aan personen die door de bezetter gevangen werden genomen om politieke redenen. Nabestaanden konden de erkenning postuum aanvragen. De dossiers bevatten uitgebreide informatie over de gevangenschap, inclusief de reden van aanhouding, betrokken Duitse politiediensten, en details over gevangenissen en kampen.
Voorbeelden van personen met het statuut Politiek Gevangene zijn Firmin Bogaert, Léon Lefèvre, Jules Lootens en Albert Sonck.

## Bron
- Dossier 'verzet' (WO II). Familiegeschiedenis.